# José Russo
José Luis Russo Perrone (Montevideo, 14 luglio 1958) è un ex calciatore uruguaiano, di ruolo difensore.

## Carriera

### Club
Ha giocato nella massima serie dei campionati uruguaiano e colombiano.

### Nazionale
Con la Nazionale uruguaiana ha preso parte alla Copa América 1979.

## Palmarès

### Club

#### Competizioni nazionali
- Liguilla Pre-Libertadores de América: 1

Defensor Sporting: 1979
- Campionato uruguaiano: 1

Peñarol: 1982

#### Competizioni internazionali
- Coppa Libertadores: 1

Peñarol: 1982
- Coppa Intercontinentale: 1

Peñarol: 1982